# Gran Premio d'Europa 1999
Il Gran Premio d'Europa 1999 è stato un Gran Premio di Formula 1 disputato il 26 settembre al Nürburgring, in Germania. La gara è stata vinta da Johnny Herbert, al suo ultimo successo in carriera, su Stewart: si tratta della prima e unica vittoria nella storia del team del tre volte campione del mondo Jackie Stewart. Secondo e terzo sono giunti rispettivamente Jarno Trulli e Rubens Barrichello.

## Qualifiche
Prima della sessione di qualifiche il circuito viene bagnato da uno scroscio di pioggia: la pista va quindi asciugandosi e la strategia migliore si rivela quella di aspettare gli ultimi minuti per far segnare il proprio tempo cronometrato. Ci riesce Frentzen che, due settimane dopo la sua vittoria a sorpresa nel Gran Premio d'Italia, conquista la prima pole position stagionale. Secondo e terzo sono i due piloti della McLaren, con Coulthard che ha la meglio su Häkkinen; seguono Ralf Schumacher, Panis, Fisichella, Hill, Villeneuve ed Irvine, rallentato come il compagno Salo (dodicesimo) da una scelta errata degli pneumatici. Chiude la top ten Trulli.

### Classifica
| Pos | N  | Pilota                | Costruttore/Motore   | Giro     | Gap    |
| --- | -- | --------------------- | -------------------- | -------- | ------ |
| 1   | 8  | Heinz-Harald Frentzen | Jordan - Mugen-Honda | 1'19"910 |        |
| 2   | 2  | David Coulthard       | McLaren - Mercedes   | 1'20"176 | +0"266 |
| 3   | 1  | Mika Häkkinen         | McLaren - Mercedes   | 1'20"376 | +0"466 |
| 4   | 6  | Ralf Schumacher       | Williams - Supertec  | 1'20"444 | +0"534 |
| 5   | 18 | Olivier Panis         | Prost - Peugeot      | 1'20"638 | +0"728 |
| 6   | 9  | Giancarlo Fisichella  | Benetton - Playlife  | 1'20"781 | +0"871 |
| 7   | 7  | Damon Hill            | Jordan - Mugen-Honda | 1'20"818 | +0"908 |
| 8   | 22 | Jacques Villeneuve    | BAR - Supertec       | 1'20"825 | +0"915 |
| 9   | 4  | Eddie Irvine          | Ferrari              | 1'20"842 | +0"932 |
| 10  | 19 | Jarno Trulli          | Prost - Peugeot      | 1'20"965 | +1"055 |
| 11  | 10 | Alexander Wurz        | Benetton - Playlife  | 1'21"144 | +1"234 |
| 12  | 3  | Mika Salo             | Ferrari              | 1'21"314 | +1"404 |
| 13  | 12 | Pedro Diniz           | Sauber - Petronas    | 1'21"345 | +1"435 |
| 14  | 17 | Johnny Herbert        | Stewart - Ford       | 1'21"379 | +1"469 |
| 15  | 16 | Rubens Barrichello    | Stewart - Ford       | 1'21"490 | +1"580 |
| 16  | 11 | Jean Alesi            | Sauber - Petronas    | 1'21"634 | +1"724 |
| 17  | 23 | Ricardo Zonta         | BAR - Supertec       | 1'22"267 | +2"357 |
| 18  | 5  | Alessandro Zanardi    | Williams - Supertec  | 1'22"284 | +2"374 |
| 19  | 20 | Luca Badoer           | Minardi - Ford       | 1'22"631 | +2"721 |
| 20  | 21 | Marc Gené             | Minardi - Ford       | 1'22"760 | +2"850 |
| 21  | 15 | Toranosuke Takagi     | Arrows               | 1'23"401 | +3"491 |
| 22  | 14 | Pedro de la Rosa      | Arrows               | 1'23"698 | +3"788 |

## Gara

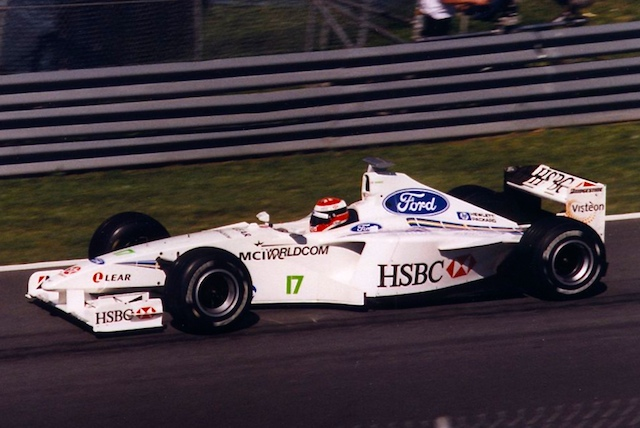
Johnny Herbert coglie al Nürburgring la sua terza e ultima vittoria in Formula 1 della carriera, l'unica nella storia della

La prima procedura di partenza viene interrotta da Gené, che fa spegnere il motore della sua Minardi; ne viene quindi organizzata un'altra, accorciando la gara di un giro. Al via Frentzen mantiene la prima posizione, mentre Häkkinen sopravanza il compagno di squadra Coulthard; più indietro, Damon Hill ha un problema elettrico che lo costringe a rallentare molto alla prima curva. Il pilota inglese viene centrato da Wurz, la cui vettura si intraversa, colpendo la Sauber di Diniz. La monoposto del brasiliano si capotta, strisciando sull'asfalto; il roll bar si spezza, ma Diniz rimane illeso. Entra in pista la safety car, che esce di scena dopo sei giri; alla ripartenza Frentzen continua a condurre, seguito da Häkkinen, Coulthard, Ralf Schumacher, Fisichella ed Irvine. Questi ultimi due iniziano un lungo duello, che al 17º giro si conclude a favore del pilota della Ferrari, che approfitta di un errore del rivale per sopravanzarlo.
Poco dopo, Ralf Schumacher comincia ad attaccare Coulthard: lo supera al 20º giro, portandosi in terza posizione. Nel frattempo comincia a piovigginare e alcuni piloti, fra cui Häkkinen e Panis, montano gomme da bagnato; al 20º passaggio si ferma anche Salo, che ha l'alettone anteriore danneggiato in seguito al contatto con un cordolo. Una tornata più tardi rientra ai box anche il suo compagno di squadra Irvine che, dopo aver chiesto pneumatici da bagnato, cambia idea all'ultimo momento e decide di far montare coperture da asciutto. Nella confusione del momento, i meccanici perdono la ruota posteriore destra: la vettura del nordirlandese rimane per diversi secondi ferma ai box su tre ruote, ripartendo molto attardata. La pioggia cala notevolmente di intensità e Häkkinen e gli altri piloti con gomme da bagnato devono tornare nuovamente ai box per mettere pneumatici da asciutto, scivolando indietro in classifica.
Frentzen rimane in testa fino al 32º giro, quando effettua il suo rifornimento: dopo poche curve dal rientro in pista, tuttavia, la vettura del tedesco si ferma inspiegabilmente, costringendolo a un clamoroso ritiro che, se non ancora matematicamente, de facto lo fa abdicare nella lotta mondiale; in merito, nel post-gara la Jordan aveva parlato evasivamente di un problema elettrico riscontrato sulla monoposto, mentre solo anni dopo verrà alla luce la vera e ben più banale natura del ritiro, con Frentzen il quale, nella foga di un momento che poteva segnare le sorti del campionato, all'uscita della pit lane aveva dimenticato di disinserire il sistema anti-stallo della vettura.

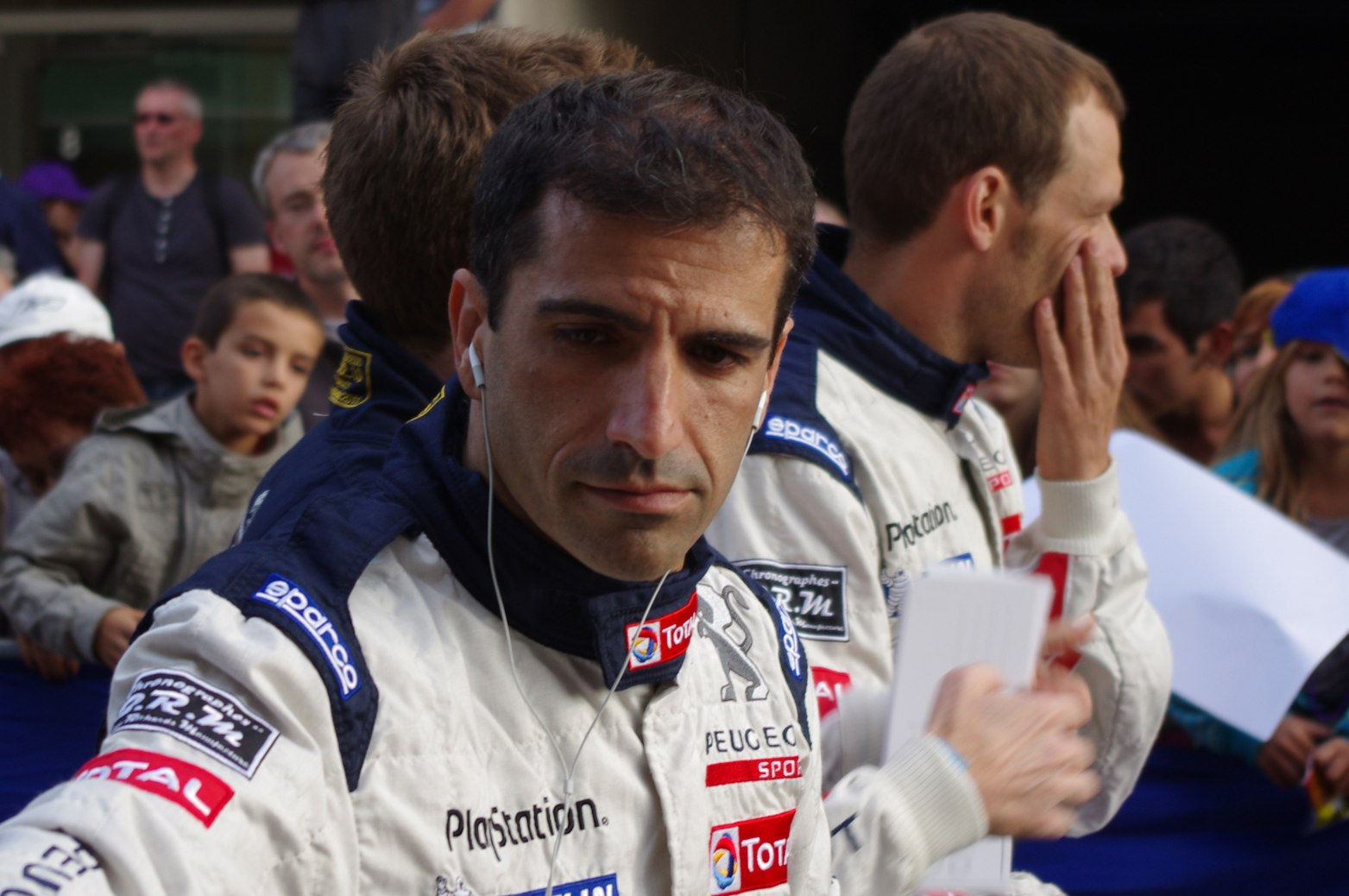
Marc Gené, sesto al traguardo, riporta la a punti in un Gran Premio dopo quattro anni

Passa così in prima posizione Coulthard, davanti a Ralf Schumacher, Barrichello (partito, come il compagno di squadra, con una strategia su una sola sosta), Fisichella e Herbert. Comincia però un secondo scroscio di pioggia, più violento del precedente: al 38º giro Coulthard commette un errore ed esce di pista, ritirandosi, mentre Herbert effettua il proprio pit stop, montando gomme da bagnato. Passa in testa Ralf Schumacher, davanti a Fisichella ed allo stesso Herbert; il tedesco rimane in prima posizione fino al 44º passaggio, quando compie la propria sosta ai box, cedendo il primo posto a Fisichella. Il pilota romano mantiene il comando della corsa per quattro tornate; al 49º giro, tuttavia, va in testacoda e si ritira. Ralf Schumacher sembra quindi avere la gara in pugno, ma nel corso del 50º passaggio sulla sua Williams si fora una gomma e il tedesco deve percorrere tutto un giro su tre ruote prima di rientrare ai box per sostituirla.
Herbert, che si era fermato poche tornate prima per rimontare gomme da asciutto, passa così in prima posizione; l'inglese precede Trulli e Barrichello, in lotta fra loro. Quarto è il sorprendente Badoer, seguito da Ralf Schumacher, Villeneuve, Gené, Irvine e Häkkinen; l'italiano della Minardi si ritira però al 54º passaggio, quando il cambio della sua vettura si rompe. A cinque giri dal termine deve abbandonare anche Villeneuve, tradito anch'egli dal cambio della sua monoposto; nello stesso momento Häkkinen, che stava pressando il pilota della Ferrari già da diversi passaggi, induce all'errore Irvine, sopravanzandolo ed entrando in zona punti. A due tornate dal termine il finlandese sorpassa anche Gené, portandosi in quinta posizione.
Herbert gestisce senza problemi il proprio vantaggio sugli avversari, conquistando la terza e ultima vittoria in carriera (la prima dal Gran Premio d'Italia 1995), nonché la prima e unica per la Stewart. Completano il podio Trulli e il compagno di squadra Barrichello; quarto è Ralf Schumacher, seguito da Häkkinen e Gené il quale porta alla Minardi il primo punto dal Gran Premio d'Australia 1995. La Ford ottiene il suo primo successo da motorista dal Gran Premio d'Europa 1994.

### Classifica
| Pos | N  | Pilota                | Costruttore/Motore   | Giri | Tempo/Ritiro                | Griglia | Punti |
| --- | -- | --------------------- | -------------------- | ---- | --------------------------- | ------- | ----- |
| 1   | 17 | Johnny Herbert        | Stewart - Ford       | 66   | 1h 41'54"314                | 14      | 10    |
| 2   | 19 | Jarno Trulli          | Prost - Peugeot      | 66   | +22"619                     | 10      | 6     |
| 3   | 16 | Rubens Barrichello    | Stewart - Ford       | 66   | +22"866                     | 15      | 4     |
| 4   | 6  | Ralf Schumacher       | Williams - Supertec  | 66   | +39"508                     | 4       | 3     |
| 5   | 1  | Mika Häkkinen         | McLaren - Mercedes   | 66   | +1'02"950                   | 3       | 2     |
| 6   | 21 | Marc Gené             | Minardi - Ford       | 66   | +1'05"154                   | 20      | 1     |
| 7   | 4  | Eddie Irvine          | Ferrari              | 66   | +1'06"683                   | 9       |       |
| 8   | 23 | Ricardo Zonta         | BAR - Supertec       | 65   | +1 giro                     | 17      |       |
| 9   | 18 | Olivier Panis         | Prost - Peugeot      | 65   | +1 giro                     | 5       |       |
| 10  | 22 | Jacques Villeneuve    | BAR - Supertec       | 61   | Frizione                    | 8       |       |
| Rit | 20 | Luca Badoer           | Minardi - Ford       | 53   | Cambio                      | 19      |       |
| Rit | 14 | Pedro de la Rosa      | Arrows               | 52   | Cambio                      | 22      |       |
| Rit | 9  | Giancarlo Fisichella  | Benetton - Playlife  | 48   | Testacoda                   | 6       |       |
| Rit | 3  | Mika Salo             | Ferrari              | 44   | Freni                       | 12      |       |
| Rit | 15 | Toranosuke Takagi     | Arrows               | 42   | Incidente                   | 21      |       |
| Rit | 2  | David Coulthard       | McLaren - Mercedes   | 37   | Incidente                   | 2       |       |
| Rit | 11 | Jean Alesi            | Sauber - Petronas    | 35   | Semiasse                    | 16      |       |
| Rit | 8  | Heinz-Harald Frentzen | Jordan - Mugen-Honda | 32   | Elettrico                   | 1       |       |
| Rit | 5  | Alessandro Zanardi    | Williams - Supertec  | 10   | Collisione con P.De La Rosa | 18      |       |
| Rit | 7  | Damon Hill            | Jordan - Mugen-Honda | 0    | Elettrico                   | 7       |       |
| Rit | 10 | Alexander Wurz        | Benetton - Playlife  | 0    | Collisione con P.Diniz      | 11      |       |
| Rit | 12 | Pedro Diniz           | Sauber - Petronas    | 0    | Collisione con A.Wurz       | 13      |       |

## Classifiche

### Piloti
| Pos. | Pilota                | Punti |
| ---- | --------------------- | ----- |
| 1    | Mika Häkkinen         | 62    |
| 2    | Eddie Irvine          | 60    |
| 3    | Heinz-Harald Frentzen | 50    |
| 4    | David Coulthard       | 48    |
| 5    | Ralf Schumacher       | 33    |
| 6    | Michael Schumacher    | 32    |
| 7    | Rubens Barrichello    | 19    |
| 8    | Giancarlo Fisichella  | 13    |
| 9    | Johnny Herbert        | 12    |
| 10   | Mika Salo             | 10    |
| 11   | Jarno Trulli          | 7     |
| 11   | Damon Hill            | 7     |
| 13   | Alexander Wurz        | 3     |
| 13   | Pedro Diniz           | 3     |
| 15   | Olivier Panis         | 2     |
| 16   | Pedro de la Rosa      | 1     |
| 16   | Jean Alesi            | 1     |
| 16   | Marc Gené             | 1     |

### Costruttori
| Pos. | Team                 | Punti |
| ---- | -------------------- | ----- |
| 1    | McLaren - Mercedes   | 110   |
| 2    | Ferrari              | 102   |
| 3    | Jordan - Mugen-Honda | 57    |
| 4    | Williams - Supertec  | 33    |
| 5    | Stewart - Ford       | 31    |
| 6    | Benetton - Playlife  | 16    |
| 7    | Prost - Peugeot      | 9     |
| 8    | Sauber - Petronas    | 4     |
| 9    | Arrows               | 1     |
| 9    | Minardi - Ford       | 1     |